# Epiblatticida caudatus
Epiblatticida caudatus är en stekelart som först beskrevs av Girault 1915.  Epiblatticida caudatus ingår i släktet Epiblatticida och familjen sköldlussteklar. Inga underarter finns listade i Catalogue of Life.